# ロジャヴァ革命
ロジャヴァ革命は、シリア北部、ロジャヴァと呼ばれる地域で起こった軍事的な紛争を伴う政治的変革である。アラブの春、続くシリア内戦の中で事実上の自治区を手にしたクルド人のグループは連帯し、一方では統治機関の構築を模索しつつ、一方では彼らの軍事部門と民兵からなる同盟部隊とで自治区を守るために戦った。この革命は女性たちが担う大きな役割に特徴的で、彼女たちは戦場と政治の双方で活躍した。さらには地域の集会を基本単位とし、大衆の民主主義という形をとる民主的連邦主義にも特徴が見られる。

## 背景
クルド人はシリアの総人口の9から15パーセントを占め、人口は200万人を越える。クルド人の多くはロジャヴァ（西クルディスタン）と呼ばれるシリア北東部に集中しており、またこの北東部はシリアで産出される原油供給の大部分を占めているということもあり、政府やあるいは各国にとって戦略的に重要な地域となっている。

### カーミシュリー事件
2004年の西クルディスタン（ロジャヴァ）における地元のクルド人チームとデリゾールのアラブ人チームによるサッカーの試合がカーミシュリー事件の引き金になった。試合中アラブチームのサポーターがサダム・フセインの肖像を掲げたことに対しクルド人サポーターが激しく反応した。サダム・フセインは1980年代に南クルディスタンで何万人ものクルド人を虐殺している。クルド人サポーターの間で一気に緊張が高まり、クルド人は彼らの旗を掲げて通りを練り歩き文化的、政治的権利を要求するという事態に至った。クルド人とアラブ人との衝突、そして事態の収拾に駆けつけた警官隊との衝突により少なくとも30名が死亡している。犠牲者は100名に上るとの主張もある。2004年のこの事件をきっかけにしてその後数年の間、散発的にクルド人と政府軍との間に衝突が起こるようになった。

### クルド人に対する差別
クルド人の間ではシリア政府に対する反発は潜在的にくすぶっていた。シリア政府はシリア国内のクルド人の存在を公には認めてこなかった。すなわち1962年の国勢調査の時点で12万人のクルド人（シリアクルドの20%）が国籍を剥奪され、外国人として登録されることとなった。 クルド人が市民権を得るためには1945年の時点でシリアに居住していたことを証明する必要があった。加えてクルド人の言語と文化も同様に制限された。2011年、シリア内戦の初期。アサド政権への批判が高まる中で政府はクルド人に国籍を与えることでこれらの問題を解決しようと図った。しかし実際に国籍が与えられたのは15万人いる無国籍クルド人のうちの6千人に留まり、クルド人差別政策、例えばクルド語による教育の禁止などは維持された。しかし2011年1月から始まったシリア内戦が深刻化すると、政府はそれらの差別政策を強制する力を失った。

## 発端

### シリア暴動
2011年になりアラブの春がシリアにも広がりを見せ始めた。シリアのケースでもチュニジアのジャスミン革命と同様に抗議の焼身自殺がきっかけとなった。北部の街ハサカにて、シリア人のハサン・アリ・アクレーがガソリンをかぶり、自らに火をつけた。活動家たちはこの日を「怒りの日」と呼んだが当初の抗議活動は比較的低調なものにとどまった。抑圧的な政府に対する恐れが原因にあったと考えられている。
小規模な抗議活動が続いていたが2011年の3月7日、13名の政治犯がハンガーストライキを決行すると漸く流れに勢いがついてくる。3日後には数十名のクルド人がアサド政権への抗議を掲げてハンガーストライキを行った。3月12日にはカーミシュリーにて大規模なデモが開かれ、アサド政権への抗議と、カーミシュリー事件での犠牲者たちへの追悼が行われた。
抗議活動は2011年の3月から4月にかけて拡大する。アサド政権は無国籍のクルド人に市民権を与えると約束することで民衆をなだめようと試みる。しかしそれから夏にかけて、シリア政府の暴力的な取り締まりが強化される中で、民衆の抗議はただ過激さを増すのみであった。
2011年8月7日、影響力のあるクルド人人権活動家、マシャール・タモ（Mashaal Tammo）が覆面の男に殺された。彼の死を悼む集会が各地で開かれ、それはすぐにアサド政権への抗議運動へと変わった。このデモに対する取り締まりの中で、シリア全土で少なくとも20名の死者を出した。9月20日、ラース・アル＝アインでクルド人政治家マフムード・ワリ（Mahmoud Wali）がまたしても覆面の男に暗殺された。
8月、野党連合はシリア国民評議会を設立、アサド政権に変わる民主的で複数政党に拠った政治を目指すとした。しかしながら意見の相違のためにこの国民評議会は当初から紛糾を極めた。2011年7月には自由シリア軍が結成され、シリア政府軍からも自由シリア軍へと参加する者が続出した。2011年の秋口には民主化運動は武力による紛争へとエスカレートしていた。

### クルド人とシリア野党の交渉
2011年の5月31日にトルコのアンタルヤにて、シリア野党サミットが開催された。しかし12の政党からなるクルド人の政党連合はこのサミットをボイコットした
。8月にはイスタンブールでサミットが行われ、シリア国民評議会の設立につながった。イスタンブールのサミットには12のうちの2つのクルド人政党が参加している。クルド人の政党連合はサミットをボイコットした理由として、開催地がトルコであったことをあげている。クルド左派政党（Kurdish Leftist Party）のシャレフ・カド（Shelal Gado）は「トルコはクルド人の敵である。トルコ国内に2500万人いるクルド人の権利を認めていないトルコがどうしてシリア人とシリアのクルド人の権利を守ってくれるというのか」と語った。しかしイスタンブールのサミットに参加したクルド自由党（Kurdish Freedom Party）のアブドゥルバキ・ユスフ（Abdulbaqi Yusuf）はこれといってトルコ政府からの圧力は感じなかったと語っている。
シリア国民評議会への参加を見送ったことでクルド人はアサド政権とも、反政府勢力とも距離を置く形となった。クルド民主統一党（PYD、シリアのクルド人政党）の議長は、シリア国民評議会へのクルドの不参加は戦略的な決断であると語った。いわく、クルド人とアサド政権との間には結果的な休戦が存在する。すなわちシリアの治安部隊はアラブ人の居住エリアを取り廻すだけで手一杯であり、ロジャヴァ（クルド人地区）に対して人員を割くだけの余力がない。一方のロジャヴァとしては、政権が崩壊した場合にバース党の統治に変わり行政と治安維持を行うための組織、制度を作ることで手一杯であった。
クルディスタン労働者党（PKK、トルコに本部のあるクルド人の政治団体）の党首は2011年11月トルコに対して警告を発している。すなわち、もしトルコがロジャヴァに介入するようなことがあればPKKはシリアのクルド人の側に立つと宣言した。同じ月にPKKのシリア支部がクルド人の民衆蜂起を煽っていると報道がされている。PKKの指導者、ムラト・カラユラン（Murat Karayılan）も、もしトルコ軍がシリアのクルド人地区に介入するようなことがあればトルコ国内のすべてのクルド人地区が戦場になる、と同様の警告を発した。

### アルビール合意

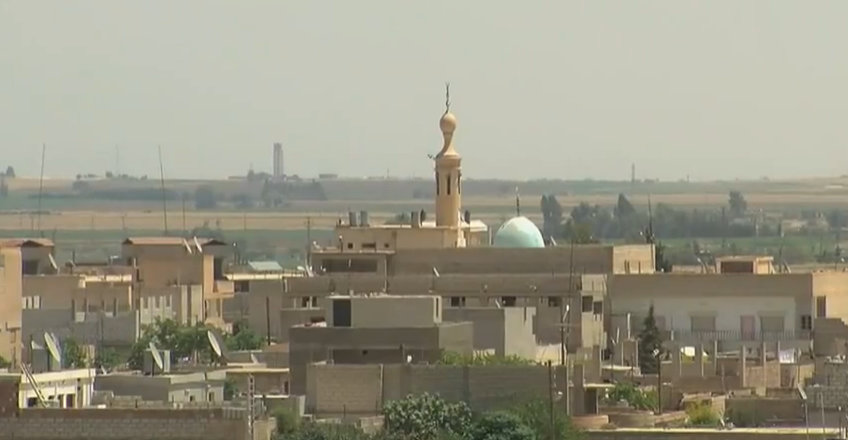
2012年7月22日のラース・アル＝アイン。その他ロジャヴァ内のいくつかの街がクルド人民防衛隊（YPG）の支配に置かれた。

シリア全土に及ぶ民衆蜂起と同様に、クルド人地区（ロジャヴァ）内での反政府運動も2011年3月から存在した。しかし実際に武力衝突を伴うようになったのは2012年6月11日にアルビールで行われたシリアの野党、クルド民主統一党（PYD）とクルド人国民評議会（KNC）の合意以降である。この合意はイラクのクルディスタン自治政府議長（大統領に相当）マスード・バルザニ立会いの下で7つの項目に対して行われた。実際にはこの合意は実施にこぎつけることができず、7月12日に再び合意がなされ、シリア内クルド人地区の政治主体としてクルド人最高委員会（仮）が発足する。

### クルド人民防衛隊の展開
クルド人民防衛隊（YPG）は2012年7月19日にコバニを占領した。続く20日、アムダ（Amuda）、アフリーンを支配に置き、シリア政府軍、反政府軍に続き第3の勢力としてシリア内戦へ参加することとなった。クルド民主統一党（PYD）とクルド人国民評議会（KNC）はこれらの都市の行政を行うために共同で委員会を組織した。シリア政府の治安維持部隊はこれといった抵抗もなく撤退したために大規模な衝突は起きなかった。シリア政府軍もまた別の地域での戦闘へと向かった。
クルド人民防衛隊（YPG）は進軍を続け7月21日にはトルコ国境から10キロの地点にあるマリキヤを制圧した。この時点で彼らはすでにカーミシュリーを制圧する意図を持っていた。カーミシュリーとはすなわちシリア国内のクルド人地区で最大の都市である。同じ日にシリア政府による攻撃で警戒に当たっていたYPGのメンバー一名が負傷している。翌日もクルド人の部隊はマリキヤで交戦していたと伝えられている。この日マリキヤでは、シリア政府の治安部隊がデモ隊に対して発砲し、若いクルド人活動家が一名死亡した。続いてYPGはラース・アル＝アインとアル＝ダルバーシーイェ（Al-Darbasiyah、またはDirbêsî）を制圧した。これらの都市ではシリア政府の各部隊はクルド人の発した最後通牒に応じる形で撤退していた。同日、カーミシュリーではYPGと政府軍の間で衝突が起こり、双方から1名ずつ死者をだした。
クルド人部隊がたやすく都市を制圧し、政府軍が大きな抵抗もなく撤退を繰り返していった裏にはクルドとシリア政府との間に取引があったのではないかという推測も存在する。すなわちシリア政府軍がクルド人地区から退く代わりにクルド人は地区を越えた進軍を控えるという条件は双方の利害が一致しているように思える。7月24日、
PYDはシリア政府の治安維持部隊がアル・マアバダ（Al-Ma'bada、1万6千のクルド人の街）から撤退したと発表した。これはマリキヤとトルコ国境の中間にある都市である。YGPは後にすべての政府施設を支配に置いた。
ロジァヴァでの抗議活動は2011年を通し、2012年の春まで続いた。しかしシリア北部からは、クルド人のグループはもちろん他のエスニックグループにしても、自由シリア軍には参加することはなかった。アサド政権後のシリアでクルド人の代表権を認めるという確約が得られなかったことが理由にある。
2014年7月には当時勢いに乗っていたISILがクルド人地区に侵入。9月16日、コバニ包囲戦へと突入するとクルド人民防衛隊（YPG）は自由シリア軍と共闘、アメリカの主導する空爆による支援も受けて2015年1月にはISILを退けた。ISILにとっては初めての大きな敗北であり、この時にロジャヴァが国際社会の注目を浴びた。

## ロジャヴァ自治政府の発足
2012年8月1日、国内の隅々に広がっていたアサド政権のシリア軍はアレッポへむけて撤退していった。アレッポではシリア政権軍と、自由シリア軍とその同盟軍との戦闘が激しさを増していた。このシリア軍の撤退を受けてクルド人民防衛隊（YPG）はほとんど犠牲を出すことなく、カーミシュリーの一部、アフリーン、アムダ（Amuda、Amude）、テルバスピ（Terbaspi）、コバニを支配に置いた。
2012年8月2日、民主化のための国民協調委員会（仮）は発表を行う。カーミシュリーとハサカを除き、クルド人が多数を占める街ではクルド人の政治組織が行政を取り仕切るという内容であった。カーミシュリーではクルド人の旗が掲げられていたが、政府軍と警官隊が彼らの兵舎と官舎に残っていた。
8月にはクルド人は地域ごとの集会を発足させ、検問所を設けていると伝えられた。すでに北東シリアからイラクにかけての国境からシリア政府軍は撤退していた。クルド人は政府軍、反政府軍のどちらであろうとクルド人の街に侵入することは認めないと宣言した。カーミシュリーの一部の地域ではまだ政府軍の検問所が存在していたが、クルド人はシリア政府との協力関係は否定し、一部政府軍の駐屯を許しているのは軍事衝突を避けるための措置であるとした。同じ月に自由シリア軍はカーミシュリーにある政府の情報局の爆破に成功している。
クルド人民防衛隊（YPG）の事実上の支配から数ヶ月、2014年1月9日にYPGは公式に地域の行政を地域ごとの自治体に委ねると表明した。選挙が実施され、民衆の集会という制度が形作られロジャヴァ憲法が公布された。以来住民は地域の集会を開くようになり、学校が始まり、集会所が建てられた。一方で領土的野心をもって拡大を続けるISISと衝突し、退けるために戦った。クルド人は彼らの大衆の民主主義という政治モデルがアサド政権後のシリア全土に受け入れられ得るものだと考えている。

## ロジャヴァ革命
クルド人の主導した社会的変革には革命（revolution）という言葉がよく用いられ、クルド人民防衛隊（YPG）もウェブ上で公式に革命を宣言している。これは単に政権の打倒を目指した市民革命という意味ではなく、社会主義革命という文脈で用いられている。ロジャヴァで始まったこの政治的、社会的変革はその大部分をクルド人の指導者、アブドゥッラー・オジャランの掲げるリバタリアン社会主義の理念に起源を求めることが出来る。当初のクルド人労働者党（PKK）は革命的社会主義を標榜していたが、アブドゥッラー・オジャランとPKKは1999年の時点でマルクス・レーニン主義を放棄し、既存のどのモデルも踏襲することなく独自の民主的連邦主義を掲げているために、彼らの構築した制度はいわゆる共産主義革命から連想する国家像とは異なり、多くの場合むしろアナキスト・カタルーニャ（en:Anarchist Catalonia）と比較される。カタルーニャのナショナリストとロジャヴァの左派指導者もお互いに興味を持っていた様子で、例えばYPGは2012年7月19日にウェブ上にてロジャヴァ革命はカタルーニャ革命と同じ日（1937年7月19日）に始まった、と綴っている。
民主的連邦主義は端的に言えば社会主義と直接民主主義のハイブリッドである。彼らの民主的連邦主義は生産、分配、流通の国家による統制を否定している。つまり社会主義国の計画経済に代表されるようなトップダウンの統制とは逆の考え方であり、経済活動に関するコミュニティの決定は政府から干渉をうけない。デビット・ロマノ（David Romano）はこのロジャヴァの政治システムを「上昇型のアテネ式直接民主政治」と表現している。ロジャヴァの憲法はその冒頭で明確に国民国家を否定しており、またメンバーたちも国家、政府という言葉を使うことを意図的に避け、行政という言葉を用いている。
彼らの活動はクルド人のナショナリズムという視点からみられることが多い。しかし彼らは当初より独立の意志は持っていないことを強調してきた。ロジャヴァはクルド人のためのものではなく、アラブ人の安全地帯でもあるとし、彼らは彼らのモデルがシリア全土ひいては中東全土に、すなわちあらゆるエスニシティを矛盾無く包含し得るモデルであると考えている。しかしことさらに独立の意思を否定する背景には、クルド人を抱えている他の国々への配慮があるのではないかという見方も存在する。トルコ、イランはクルド人のナショナリズムの高まりには神経質である。

### ロジャヴァ憲法の公布
自治を宣言して以降、大衆の構成員、政治家たちは社会的、政治的構造を一変させた。アサド政権にて制限されていた政治活動、女性の人権、宗教的、文化的表現と差別政策はすべて廃止され、文化的、宗教的、政治的自由を保障する憲法が公布された。憲法はまた女性の自由と平等を明言している。また憲法は公の機関に対して女性に一定の役割を負わせることを義務付けている。

### 直接民主制
ロジャバのカントン（地方行政区）は地区評議会と市民評議会を通して運営される。地区評議会は300名からなり男女1名ずつを共同議長として選挙で選出する。地区評議会は行政と経済政策を担う。例えばごみ収集や土地の分配や共同事業などである。市民評議会は共同体の中での社会的権利、政治的権利を扱う。

### 女性の権利
女性評議会が組織され、ドメスティックバイオレンス及び性的暴行の問題を扱う。加えてすべての評議会ではメンバーの40パーセントが女性に割り当てられている。「女性の家」が作られ、暴力の被害者にとっていわゆる駆け込み寺としての役割を果たす。

### 宗教の自由
ロジャヴァではアッシリア人キリスト教徒とクルド人イスラム教徒、その他が同じ部隊に所属し、ともにシリア政府とそしてイスラム主義者と戦った。また、政治の方面でも宗教の垣根を越えて政治に取り組んでいる。ロジャヴァ憲法は宗教の自由を保障しており、この憲法がイスラム主義者の支配地域に暮らす宗教的マイノリティをロジャヴァへの移住へと駆り立てている。

### 共同経済
現状経済の大部分はシリア政府軍やイスラム主義者、場合によってはトルコ軍との戦いのための軍事費に向けられている。しかしながら、カントンの行政は労働者協同組合を支援している。

### 少数民族の権利
信仰の自由が少数民族の権利を守ることにつながっている。クルド人はいまや自由に彼らの言語を学ぶことができ、アッシリア人も同様である。地域によっては、女性のための議席に加えて少数民族のための議席が用意されている。

### 批判
構造的に意見を異にする少数の政党が軽んじられている点、加えてアサイシュ（警察）による抑圧の存在が批判として挙がっている。さらにはロジャヴァは徴兵制を布いており、この政策に反対意見も存在する。ヒューマン・ライツ・ウォッチはクルド人民防衛隊（YPG）に18歳に満たない年少者が存在すると報告している。

## 自治区に加えられている都市の一覧
2015年10月時点でクルド人民防衛隊（YPG）が支配している地域である。
1. アフリーン (Efrîn)[47]
2. Al-Darbasiyah（英語版） (Dirbêsî)[27]
3. Al‑Jawadiyah (Çil Axa)[48]
4. Al-Ma'bada（英語版） (Girkê Legê)[30]
5. マリキヤ (Dêrika Hemko)[47]
6. Al-Qahtaniyah（英語版） (Tirbespî)[49][50]
7. Ali Kuz (Aali Kôz)[51]
8. Ashrafiyeh (Eşrefiye、アレッポの一部)[52]
9. Amuda（英語版） (Amûdê)[47]
10. アイン・アル＝アラブ (Kobanê)[47]
11. Ain Diwar (Eyndîwer)[53]
12. Jindires（英語版） (Cindirês)[49]
13. Rajo（英語版） (Raco)[54]
14. ラース・アル＝アイン (Serêkanî)[47]
15. Sheikh Maqsoud (Şêx Meqsûd、アレッポの一部)[52]
16. Tel Adas (Girzîro)[55][56]
17. Rumeylan[50]
18. Tell Tamer（英語版） (Girê Xurma[57])[58]
19. Al-Yarubiya (Tel Koçer)
20. Suluk or Saluq [59]
21. タル・アブヤド (Girê spî)[60]
22. Ayn Issa (Bozanî)[61]
23. Sarrin（英語版） (Zêrîn)[62][63]

エルサレム・ポストによればYGPの展開するアフリーンには360の村が含まれる。